# Лимонний торт
«Лимонний торт» — радянський короткометражний художній комедійний фільм, знятий кіностудією «Грузія-фільм» у 1977 році. Новела з циклу короткометражних фільмів Резо Габріадзе про веселі пригоди трьох дорожніх майстрів (дивись «Парі»). Випускався на VHS виданням «Майстер Тейп» в серії «Короткометражних фільмів Резо Габріадзе».

## Сюжет
Дорожні майстри Абессалом, Бесо і Гігла вирішують поласувати на десерт лимонним тортом і випити чаю. Проїжджаючий недалеко водій вантажівки пропонує їм вина з цистерни, але друзі відмовляються, тому що вони на роботі. Потім проїжджаючий повз п'яний велосипедист-винороб тисне їх торт колесом свого велосипеда. Абессалом, Бесо і Гігла б'ють велосипедиста і відбирають у нього глечик з чачею. Потім з'являються міліціонери на мотоциклі з побитим велосипедистом, який звинувачує дорожніх майстрів в пограбуванні з метою напитися. Друзів забирають у витверезник, де лікар не хоче вірити у те, що чачу вони не пили, а вилили з глечика. На щастя, директор місцевого винзаводу незабаром забирає Абессалома, Бесо і Гіглу на розвантаження винограду, тому що на заводі не вистачає робітників. Під час роботи друзі падають в резервуар з вином, звідки вилазять п'яними і починають співати пісні. Лікарі забирають їх назад в витверезник.

## У ролях
- Кахі Кавсадзе — Бесо (Віссаріон), головний герой
- Баадур Цуладзе — Гігла, головний герой
- Гіві Берікашвілі — Авесалом, головний герой
- Г. Грдзелішвілі — епізод
- Джимі Ломідзе — епізод
- Абессалом Лорія — епізод

## Знімальна група
- Режисери — Реваз Габріадзе, Аміран Дарсавелідзе
- Сценарист — Реваз Габріадзе
- Оператор — Лері Мачаїдзе
- Композитор — Нана Авалішвілі
- Художник — Важа Джалаганія